# Referéndum sobre el período presidencial de Guatemala de 1935
El referéndum sobre el mandato presidencial de Jorge Ubico, se celebró en Guatemala el 25 de mayo de 1935. De ser aprobado, permitiría a Ubico anular la limitación constitucional de cumplir dos mandatos consecutivos en el cargo. Según los informes, fue aprobado por 99,85% de los votantes.

## Antecedentes
En 1934, un grupo de civiles temía que Ubico tuviera la intención de establecer una dictadura. Ellos planeaban asesinarlo, y se figuraron en aliados militares que habían perdido los mensajes o comandos administrativos bajo su gobierno. Sin embargo, fueron traicionados desde dentro, y muchos fueron ejecutados como resultado. Seis meses después, Ubico convocó a una Asamblea Constituyente con el objetivo de cambiar la Constitución para permitir que permanezca en el cargo hasta 1943.
El Congreso recibió miles de —supuestas— peticiones espontáneas e idénticas de 246 municipios, que todos los llamados para la constitución para ser modificado para extender su mandato. Ubico luego llamó a un referéndum sobre el tema.

## Resultados
| Resultados          | Votos   | %     |
| ------------------- | ------- | ----- |
| A favor             | 834,168 | 99.85 |
| En contra           | 1,227   | 0.15  |
| Inválidos/en blanco |         | -     |
| Total               | 839,395 | 100   |
| Source: Grieb       |         |       |